# Риквиллер
Риквиллер (фр. Richwiller) — коммуна на северо-востоке Франции в регионе Гранд-Эст (бывший Эльзас — Шампань — Арденны — Лотарингия), департамент Верхний Рейн, округ Мюлуз, кантон Кингерсайм. До марта 2015 года коммуна административно входила в состав кантона Виттенем (округ Мюлуз).
Площадь коммуны — 5,55 км², население — 3367 человек (2006) с тенденцией к росту: 3516 человек (2012), плотность населения — 633,5 чел/км².

## Население
Численность населения коммуны в 2011 году составляла 3521 человек, а в 2012 году — 3516 человек.
| 1962 | 1968 | 1975 | 1982 | 1990 | 1999 | 2004 | 2006 | 2009 | 2011 | 2012 |
| ---- | ---- | ---- | ---- | ---- | ---- | ---- | ---- | ---- | ---- | ---- |
| 2314 | 2357 | 2655 | 2938 | 3150 | 3325 | 3351 | 3367 | 3389 | 3521 | 3516 |

Динамика населения:

## Экономика
В 2010 году из 2339 человек трудоспособного возраста (от 15 до 64 лет) 1704 были экономически активными, 635 — неактивными (показатель активности 72,9%, в 1999 году — 69,8%). Из 1704 активных трудоспособных жителей работали 1553 человека (833 мужчины и 720 женщин), 151 числились безработными (69 мужчин и 82 женщины). Среди 635 трудоспособных неактивных граждан 192 были учениками либо студентами, 249 — пенсионерами, а ещё 194 — были неактивны в силу других причин.
На протяжении 2011 года в коммуне числилось 1489 облагаемых налогом домохозяйств, в которых проживало 3506,5 человек. При этом медиана доходов составила 22472 евро на одного налогоплательщика.

## Достопримечательности (фотогалерея)

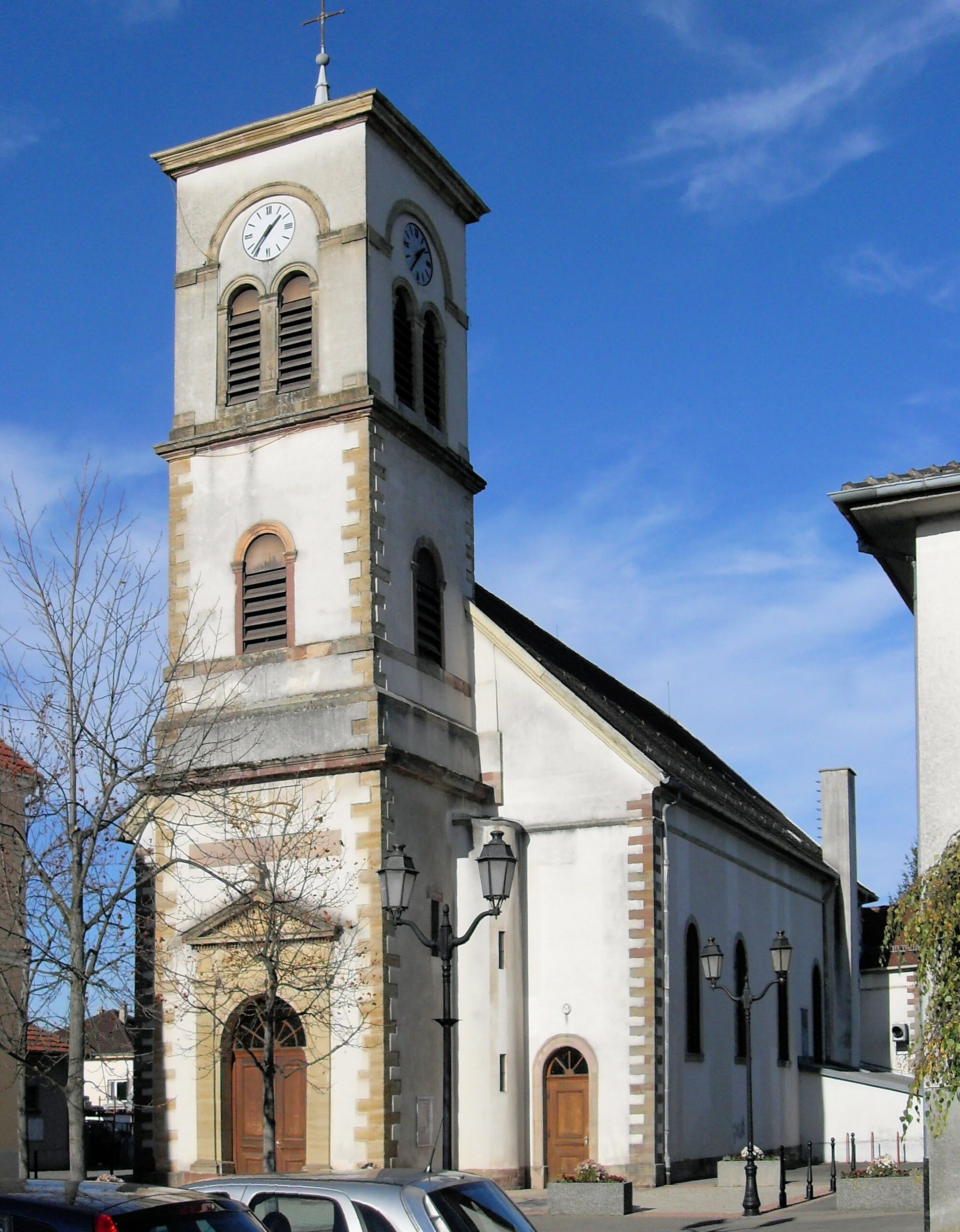
Колокольня церкви Сен-Катрин